# جامعه خطر
جامعه خطر (به انگلیسی: Risk society) روشی است که در آن جامعه مدرن در پاسخ به خطر سازمان می‌یابد. این اصطلاح ارتباط نزدیکی با چند نویسنده کلیدی در مورد مدرنیته، به ویژه اولریش بک (۱۵ می ۱۹۴۴-۱ ژانویه ۲۰۱۵) جامعه‌شناس آلمانی و آنتونی گیدنز (زاده ۱۸ ژانویه ۱۹۳۸) جامعه‌شناس بریتانیایی دارد.  اصطلاح جامعه خطر در دهه ۱۹۸۰ ابداع شد و محبوبیت آن در طول دهه ۱۹۹۰ هم به دلیل پیوند با گرایش‌های تفکر مدرنیته گسترده‌تر شد و هم به دلیل پیوند با گفتمان عمومی، به ویژه دغدغه‌های زیست محیطی افزایش یافت.

## تعریف
به گفته جامعه‌شناس بریتانیایی، آنتونی گیدنز جامعه خطر عبارت است از «جامعه‌ای که طوری درگیر آینده (و همچنین ایمنی) است که مفهوم خطر را ایجاد می کند. در حالی که جامعه‌شناس آلمانی، اولریش بک آن را به عنوان «روشی سیستماتیک برای مقابله با خطرات و ناامنی‌های ناشی از مدرنیزاسیون» تعریف می‌کند. بک مدرن‌سازی را به‌عنوان 
 موج‌های عقلانی‌سازی فن‌آوری و تغییرات در کار و سازمان تعریف می‌کند ولی فراتر از آن موارد بسیاری را شامل می‌شود: تغییر در ویژگی‌های اجتماعی و زندگی نامه‌های عادی، تغییر در سبک زندگی و اشکال عشق، تغییر در ساختارهای قدرت و نفوذ، در اشکال سرکوب سیاسی و مشارکت، در دیدگاه‌های واقعیت و در هنجارهای دانش. در درک علوم اجتماعی از مدرنیته، گاوآهن، لوکوموتیو بخار و ریزتراشه شاخص‌های قابل مشاهده‌ای از فرآیند بسیار عمیق‌تری هستند که کل ساختار اجتماعی را دربرمی‌گیرد و دوباره شکل می‌دهد.

## پس زمینه

### مدرنیته و واقع‌گرایی در علم
بک و گیدنز هر دو از منظر مدرنیته به جامعه خطر برخورد قاطعانه‌ای دارند، اصطلاح کوتاهی برای جامعه مدرن یا تمدن صنعتی. ... مدرنیته بسیار پویاتر از هر نوع نظم اجتماعی پیشین است. این جامعه ای است ... که برخلاف فرهنگ‌های پیشین به جای گذشته در آینده زندگی می‌کند. آنها همچنین به شدت از مفهوم بازتاب استفاده می‌کنند، این ایده که وقتی جامعه‌ای خودش را بررسی می‌کند، به نوبه خود در این فرآیند تغییر می‌کند. در جامعه صنعتی کلاسیک، دیدگاه مدرنیستی مبتنی بر فرض واقع‌گرایی در علم است که نظامی را ایجاد می‌کند که در آن دانشمندان در محیطی انحصاری و غیرقابل دسترس دوره مدرن کار می‌کنند.

## پیامدها

### خطرات زیست محیطی
در سال ۱۹۸۶، درست پس از فاجعه چرنوبیل، اولریش بک، استاد جامعه‌شناسی در دانشگاه مونیخ، متن اصلی آلمانی کتاب بسیار اثرگذار و کاتالیزوری خود، Risikogesellschaft را منتشر کرد. (سورکمپ، فرانکفورت 1986). Risikogesellschaft در سال ۱۹۹۲ به زبان انگلیسی با عنوان Risk Society: Towards a New Modernity  منتشر شد. بحران بوم شناختی در این تحلیل اجتماعی دوره معاصر نقش اساسی دارد. بک استدلال کرد خطر محیطی به محصول غالب، نه فقط یک اثر جانبی ناخوشایند و قابل کنترل جامعه صنعتی تبدیل شده است.
آنتونی گیدنز و بک استدلال کردند در حالی که انسان‌ها همیشه در معرض سطحی از خطر بوده‌اند  – مانند بلایای طبیعی  - اینها معمولاً توسط نیروهای غیر انسانی تولید شده‌اند. با این حال، جوامع مدرن در معرض خطراتی مانند آلودگی، بیماری‌های تازه کشف شده، جرم و جنایت هستند که نتیجه خود فرآیند نظریه مدرنیزاسیون است. گیدنز این دو نوع خطر را به عنوان ریسک خارجی و ریسک‌های ساخته شده تعریف می کند. ریسک‌های ساخته شده با سطح بالایی از عاملیت انسانی درگیر در تولید و کاهش چنین خطراتی مشخص می‌شوند.
از آنجایی که ریسک‌های ساخته شده محصول فعالیت‌های انسانی است، نویسندگانی مانند گیدنز و بک استدلال می‌کنند این امکان برای جوامع وجود دارد که سطح خطری را ارزیابی کنند که تولید می‌شود یا در شرف تولید است. این نوع از درون‌نگری انعکاسی به نوبه خود می‌تواند فعالیت‌های برنامه‌ریزی شده را تغییر دهد. به عنوان مثال، به دلیل فاجعه‌هایی مانند چرنوبیل و لاو کانال، ایمان عمومی به پروژه مدرن کاهش یافته است و بی‌اعتمادی عمومی به صنعت، حکومت و کارشناس‌ها.
نگرانی‌های اجتماعی منجر به افزایش مقررات صنعت برق هسته‌ای و کنار گذاشتن برخی برنامه‌های توسعه و تغییر مسیر مدرن‌سازی شد. گفته می شود این انتقاد فزاینده از شیوه های صنعتی مدرن که منجر به وضعیت مدرن‌سازی انعکاسی شده است، با مفاهیمی مانند پایداری و اصل احتیاطی نشان داده شده است  که بر اقدامات پیشگیرانه برای کاهش سطح خطر تمرکز می کنند.
در مورد اینکه چگونه مفهوم جامعه ریسک با سلسله مراتب اجتماعی و تمایزات طبقاتی تعامل دارد، نظرات متفاوتی وجود دارد.  اکثریت موافقند که روابط اجتماعی با معرفی خطرهای تولیدی و مدرن‌سازی انعکاسی تغییر کرده است. خطرات، بسیار شبیه ثروت، به طور نابرابر در یک جمعیت توزیع می شوند و بر کیفیت زندگی تأثیر می گذارند.
بک استدلال کرده است اشکال قدیمی‌تر ساختار طبقاتی  – عمدتاً بر اساس انباشت ثروت  - آتروفی در یک جامعه مدرن و پرخطر، که در آن افراد مقامات مخاطره اجتماعی را اشغال می کنند که از طریق خطرگریزی به دست می آید. اینها در برخی از ابعاد خود از نابرابریهای موقعیت طبقاتی و طبقاتی پیروی می کنند، اما منطق توزیع اساساً متفاوتی را وارد بازی می کنند.  بک باورمند است خطرهای گسترده حاوی «اثر بومرنگ» هستند، به این صورت که افرادی که ریسک‌هایی را ایجاد می‌کنند نیز در معرض آن‌ها قرار خواهند گرفت. این استدلال نشان می‌دهد افراد ثروتمندی که سرمایه آنها تا حد زیادی مسئول ایجاد آلودگی است نیز باید در زمانی که، برای مثال، آلاینده‌ها به منبع آب نفوذ می‌کنند، متضرر شوند. این استدلال ممکن است بیش از حد ساده به نظر برسد، زیرا افراد ثروتمند ممکن است این توانایی را داشته باشند که برای مثال با خرید آب بطری، خطر را به راحتی کاهش دهند. با این حال، بک استدلال کرده است توزیع این نوع خطر به جای ثروت، نتیجه دانش است. در حالی که فرد ثروتمند ممکن است به منابع دسترسی داشته باشد که او را قادر می‌سازد از خطر جلوگیری کند، حتی اگر شخص از وجود خطر بی‌اطلاع باشد، این گزینه نیز وجود نخواهد داشت. با این حال، خطرات نه تنها بر افراد طبقه یا مکان اجتماعی خاص تأثیر می‌گذارند، زیرا خطر نادیده گرفته نمی‌شود و می‌تواند همه را بدون توجه به طبقه اجتماعی تحت تأثیر قرار دهد. هیچ کس عاری از خطر نیست.
در مقابل، گیدنز استدلال کرده است اشکال قدیمی‌تر ساختار طبقاتی نقش تا حدودی قوی‌تری در یک جامعه پرخطر حفظ می‌کنند، و اکنون تا حدی از نظر دسترسی متفاوت به اشکال خودشکوفایی و توانمندسازی» تعریف می‌شوند. گیدنز همچنین تمایل دارد که به مفهوم جامعه خطر مثبت‌تر از بک نزدیک شود، و پیشنهاد می‌کند که نمی‌توان صرفاً نگرش منفی نسبت به ریسک مطرح کرد. خطر باید منظم باشد، اما ریسک پذیری فعال عنصر اصلی یک اقتصاد پویا و یک جامعه نوآور است.

## مراجع

### پانوشت ها
1. ↑  Beck 1992, p. 260.
2. ↑  Caplan 2000, p. 7.
3. ↑  Giddens & Pierson 1998, p. 209.
4. ↑  Beck 1992, p. 21.
5. ↑  Beck 1992, p. 50.
6. ↑  Giddens & Pierson 1998, p. 94.
7. ↑  جامعه خطر: به سوی مدرنیته‌ای نوین: اولریش بک، مترجمان: رضا فاضل و مهدی فرهمندنژاد، تهران: ثالث، ۱۳۹۷، ۴۷۲ صفحه. شابک ‎۱۲۳۵۴۰۵۶۰۰۹۷۸
8. ↑  Giddens 1999.
9. ↑  Giddens 1990.
10. ↑  Caplan 2000, p. 6.
11. ↑  Beck 1992, p. 23.
12. ↑  Beck 1992.
13. ↑  Giddens 1991, p. 6.
14. ↑  Giddens 2002, p. 35.

### کتاب شناسی
- بک, اولریش (1992). جامعه خطر: به سوی مدرنیته‌ای نوین. Translated by ریتر, مارک. لندن: انتشارات سیج. ISBN 978-0-8039-8346-5.
- کاپلان, پات (2000). "Introduction: Risk Revisited".  In کاپلان, پات (ed.). مقدمه: بازبینی خطر. لندن: پلوتو پرس. pp. 1–28. ISBN 978-0-7453-1463-1.
- گیدنز, آنتونی (1990). پیامدهای مدرنیته. کمبریج، انگلستان: پلوتو پرس.
- ———  (1991). مدرنیته و خود هویت: خود و جامعه در اواخر عصر مدرن. کمبریج، انگلستان: پلوتو پرس.
- ———  (1998). راه سوم: تجدید سوسیال دموکراسی. کمبریج، انگلستان: پلوتو پرس.
- ———  (1999). "ریسک و مسئولیت". بررسی قانون مدرن. 62 (1): 1–10. doi:10.1111/1468-2230.00188. ISSN 1468-2230.
- ———  (2002). دنیای فراری: چگونه جهانی شدن زندگی ما را تغییر می دهد ((ویرایش دوم) ed.). London: کتاب های پروفایل. ISBN 978-1-86197-429-7.
- گیدنز, آنتونی; پیرسون, کریستوفر (1998). ایجاد حس مدرنیته: گفتگو با آنتونی گیدنز.

## مطالعه بیشتر
- اریکسون, ریچارد وی.; هاگرتی, کوین دی. (1997). پلیس جامعه خطر. تورنتو: انتشارات دانشگاه تورنتو. doi:10.3138/9781442678590. ISBN 978-1-4426-7859-0. JSTOR 10.3138/9781442678590.
- لیس, ویلیام. "بررسی «جامعه خطر: به سوی مدرنیته جدید» نوشته اولریش بک". بررسی کتاب های ویژه. مجله جامعه شناسی کانادا (online ed.). Retrieved 18 August 2020.